# Carsten Ramelow
Carsten Ramelow (født 20. marts 1974 i Vestberlin, Vesttyskland) er en tidligere tysk fodboldspiller, der spillede som midtbanespiller eller midterforsvarer hos Bundesliga-klubberne Hertha BSC Berlin og Bayer 04 Leverkusen. Bedst husket er han for sin tid i Leverkusen, hvor han blandt andet var med til at nå finalen i Champions League i 2002. Efter en periode med skader stoppede han sin karriere som 34-årig.

## Landshold
Ramelow nåede at spille 46 kampe for Tysklands landshold, som han debuterede for i 1998. Han var en del af den tyske trup til både EM i 2000 i Belgien og Holland, samt til VM i 2002 i Sydkorea og Japan, hvor tyskerne vandt sølv.